# Trichosalpinx dressleri
Trichosalpinx dressleri är en orkidéart som beskrevs av Carlyle August Luer. Trichosalpinx dressleri ingår i släktet Trichosalpinx och familjen orkidéer.
Artens utbredningsområde är Panamá. Inga underarter finns listade i Catalogue of Life.